# Al-Andalus
Al-Andaluz ou al-Ândaluz (em árabe: الأندلس; romaniz.: al-ʼAndalus; alåndɑlʋs) foi o nome dado à Península Ibérica (com a Septimânia) no século VIII, a partir do domínio do Califado Omíada, tendo o nome sido utilizado para se referir à Península independentemente do território politicamente controlado pelas forças islâmicas. Contudo, hoje utiliza-se o termo para referir os territórios que se diferenciam dos reinos cristãos.
O al-Andalus foi o único território europeu continental a participar na Idade de Ouro Islâmica, passando por vários períodos políticos. Era inicialmente um emirado integrado na província norte-africana do Califado Omíada, tendo sido também Califado de Córdova, diversas Taifas, província Almorávida, Califado Almóada e na sua última fase Reino Nacérida de Granada.
A região ocidental da Península era denominada Gharb al-Andalus ("o ocidente do al-Andalus") e incluía o atual território português. De uma maneira geral, o Gharb al-Andalus foi uma região periférica em relação à vida econômica, social e cultural de Córdova e Granada.

## Etimologia

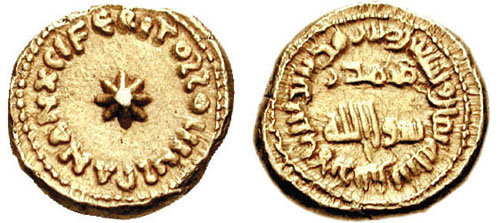
Dinar omíada de 716-717

Grafia árabe da palavra "al-Ândalus" (com os sinais diacríticos de vocalização)

A origem do nome al-Ândalus é incerta. O nome fez a sua primeira aparição em 716, num dinar bilingue cunhado na Península Ibérica e que se encontra hoje em dia no Museu Arqueológico Nacional em Madrid. Nessa moeda a palavra Span(ia), em latim, corresponde a al-Andalus, em árabe.

### Tese vândala
Segundo Reinhardt Dozy, investigador neerlandês do Islão, a palavra al-Andalus estaria relacionada ao vocábulo Vandalícia, nome que ele afirmava ter recebido a Bética romana quando os Vândalos ali se fixaram entre 409 e 429. Esta posição foi partilhada por outros estudiosos, entre os quais Évariste Lévi-Provençal, mas nunca foi possível encontrar provas documentais que mostrem que a Bética foi alguma vez chamada de Vandalícia.

### Tese visigoda
Para Heinz Halm, al-Andalus seria uma arabização do nome dado pelos Visigodos à Bética. Quando estes se fixaram na Península Ibérica, os senhores visigodos dividiram a terra conquistada em lotes, aos quais chamaram Sortes Gothica. A forma singular deste nome, Gothica sors, que era também por eles usada para se referir ao Reino visigótico, tinha como seu equivalente na língua goda a forma landa-hlauts, de onde derivaria al-Andalus.

### Tese atlântica
Outra teoria, proposta por Joaquín Vallvé Bermejo, procura relacionar al-Andalus com a Atlântida, a famosa lenda relatada por Platão que alude à existência de uma ilha para lá das Colunas de Hércules (o Estreito de Gibraltar) e que teria penetrado no mundo árabe. De acordo com este autor, a expressão árabe Jazirat al-Andalus (a ilha do al-Andalus), que surge nos textos dos autores árabes, deve ser interpretada como uma tradução de "ilha do Atlântico" ou "Atlântida".

## História política
Distinguem-se os seguintes períodos na história política do al-Andalus:
1. Período da conquista territorial e dos governadores, durante o qual o al-Andalus dependia do Califado Omíada (711–756);
2. Emirado de Córdova (756–929);[5]
3. Califado de Córdova (929–1031);
4. Primeiro período de reinos de taifas (1031–1090);
5. Período almorávida (1090–1146);
6. Segundo período de reinos de taifas (1145–1150);
7. Califado Almóada (1146–1228);
8. Terceiro período de reinos de taifas (1228–1262);
9. Reino Nacérida de Granada (1238–1492).[5]

### O Domínio Omíada
Desde os finais do século VII que os árabes atacavam as costas do sul da Península Ibérica.
O conde D. Julião, governador visigodo de Ceuta, convida os muçulmanos a desembarcar na Península, como forma de retaliação pelo facto da sua filha ter sido raptada pelo rei visigótico Rodrigo (r. 710–711). Em julho de 710 o conde proporciona quatro barcas para que os muçulmanos desembarquem em Tarifa, num acto que serviria para a exploração do terreno.
Em abril ou maio de 711, Tárique, um antigo escravo que se tinha tornado lugar-tenente do governador da Ifríquia (uma província do Califado Omíada, que corresponde à Tunísia), Muça ibne Noçáir, atravessa o estreito que separa a África da Península Ibérica, e que a partir de então receberia o seu nome (Gibraltar, de Jabal al Tariq, "a montanha de Tárique"), com um exército constituído por árabes e berberes.
Esta invasão resultou não só das ambições islâmicas, mas também da resposta a um apelo lançado por uma das facções visigodas, a dos partidários de Ágila II, que eram opositores do rei visigótico Rodrigo.
Em julho do mesmo ano, o exército islâmico trava uma batalha decisiva com as tropas do rei Rodrigo num local tradicionalmente identificado pela historiografia como o rio Guadalete (Batalha de Guadalete), mas que alguns investigadores consideram ter ocorrido junto ao rio Barbate, e que saldaria na vitória das forças muçulmanas. O rei Rodrigo desapareceu em combate; uma tradição cristã afirma que ele teria sido sepultado em Viseu. Tárique continuaria o seu avanço e conquistaria Toledo, capital do Reino visigótico, onde passa o Inverno de 711. Por esta altura, o governador da Ifríquia chega à Península e censura Tárique pelo acto da conquista. O califa omíada de Damasco, Ualide I, nada sabia sobre esta invasão.
A chegada dos árabes e dos berberes foi saudada pelos judeus, que tinham sido perseguidos nas últimas décadas do Reino visigótico. As determinações de sucessivos concílios da Igreja peninsular tinham contribuído para a discriminação deste segmento populacional: o III Concílio de Toledo determinou o baptismo forçado de crianças filhas de casamentos entre judeus e cristãos; o XVI proibiu os judeus de praticarem o comércio com cristãos, o que provocou a ruína de muitas famílias, e o XVII condenou-os à escravatura sob o pretexto de conspirarem, junto com os judeus do norte de África, para a queda do Reino visigótico. Muitos judeus abriram as portas das cidades para facilitarem o avanço das tropas islâmicas e ofereceram-se como guardas das cidades ao serviço dos novos senhores.
A conquista islâmica da Península seria efectuada num período de cinco anos por Tárique, Muça e Abdalazize (filho de Muça). O território que corresponde ao que é hoje Portugal foi atingido pela expedição de Abdalazize entre 714 e 716. Em 718 ocorreu a Batalha de Covadonga, durante a qual um grupo de cristãos refugiados nas Astúrias, liderados por Pelágio, derrotou os muçulmanos, o que os forçou a se retirarem da região cantábrica. As forças islâmicas levam a cabo várias expedições contra a Gália, mas são detidos em 732 em Poitiers pelo rei Carlos Martel. Até 756 o al-Andalus teve vinte governadores dependentes de Damasco, tendo em Sevilha, e mais tarde em Córdova, a sua capital.

### Emirado de Córdova
A queda dos Omíadas em Damasco e a tomada do poder pelos Abássidas em 750 teriam repercussões políticas no al-Andalus. O único sobrevivente do massacre da família omíada, o príncipe Abderramão  I, chega à Península em 756 e instala-se em Córdova, onde toma o título de emir, declarando-se independente do califado dos Abássidas, dando início a uma dinastia que governa o al-Andalus até 1031.
Abderramão I teve que lidar com as ambições territoriais do franco Carlos Magno, cujo exército, ao deixar a Península em 778, acabaria por sofrer um ataque dos bascos na região dos Pirenéus, episódio imortalizado e La chanson de Roland.
O emirado de Córdova seria um importante centro cultural, que manteve relações diplomáticas com os reinos cristãos, até mesmo com o Império Bizantino.
O emirado teve que conviver desde o início com revoltas internas das tribos árabes e berberes, bem como dos moçárabes. Uma dessas revoltas ocorreu no território ocidental, onde o chefe da tribo dos Yahsubis revolta-se contra o poder do emir, declarando-se a favor dos Abássidas de Bagdade. As revoltas contra o poder central de Córdova atingem o seu auge no último quartel do século IX.

### Califado de Córdova

O Califado de Córdova cerca do ano 1000

Em 929 o emir Abderramão III declarou-se califa, título que lhe conferia independência não só política, mas também religiosa em relação aos Abássidas. Esta sua acção foi motivada pelo aparecimento dos fatímidas no Norte de África, que eram seguidores do Islão Xiita, assumindo-se Abderramão como guardião da ortodoxia sunita. Abderramão pacificou o sul e o levante peninsular, onde tinham surgido vários movimentos independentistas. O seu sucessor, Aláqueme II, governou durante um período de paz.
O terceiro califa de Córdova, Hixame II, foi eclipsado durante a sua menoridade por Maomé ibne Abi Amir, mais conhecido pelo seu nome das crónicas cristãs - Almançor -, que ocupava o cargo de hájibe ou prefeito do palácio. Almançor (governou entre 978 e 1002) concentra o poder efectivo nas suas mãos, tendo dirigido campanhas periódicas contra os cristãos; em 997 chega mesmo a destruir o santuário de Santiago de Compostela. Para além disso, estabeleceu o domínio do al-Andalus na parte ocidental do Magrebe, através do vice-reino de Córdova.
Quando Almançor faleceu, a liderança do estado passou para o seu filho, Abedal Maleque (1002–1008), que foi por sua vez sucedido pelo seu irmão Abderramão Sanchuelo, assim conhecido por ser neto do rei de Navarra Sancho Garcês II. Este consegue que Hixame II o nomeie herdeiro em detrimento dos príncipes omíadas. O acto gera descontentamento e em Córdova estala uma revolta contra Sanchuelo.
O califado corresponde ao período de esplendor da civilização islâmica na Península Ibérica.

### O período das primeiras taifas

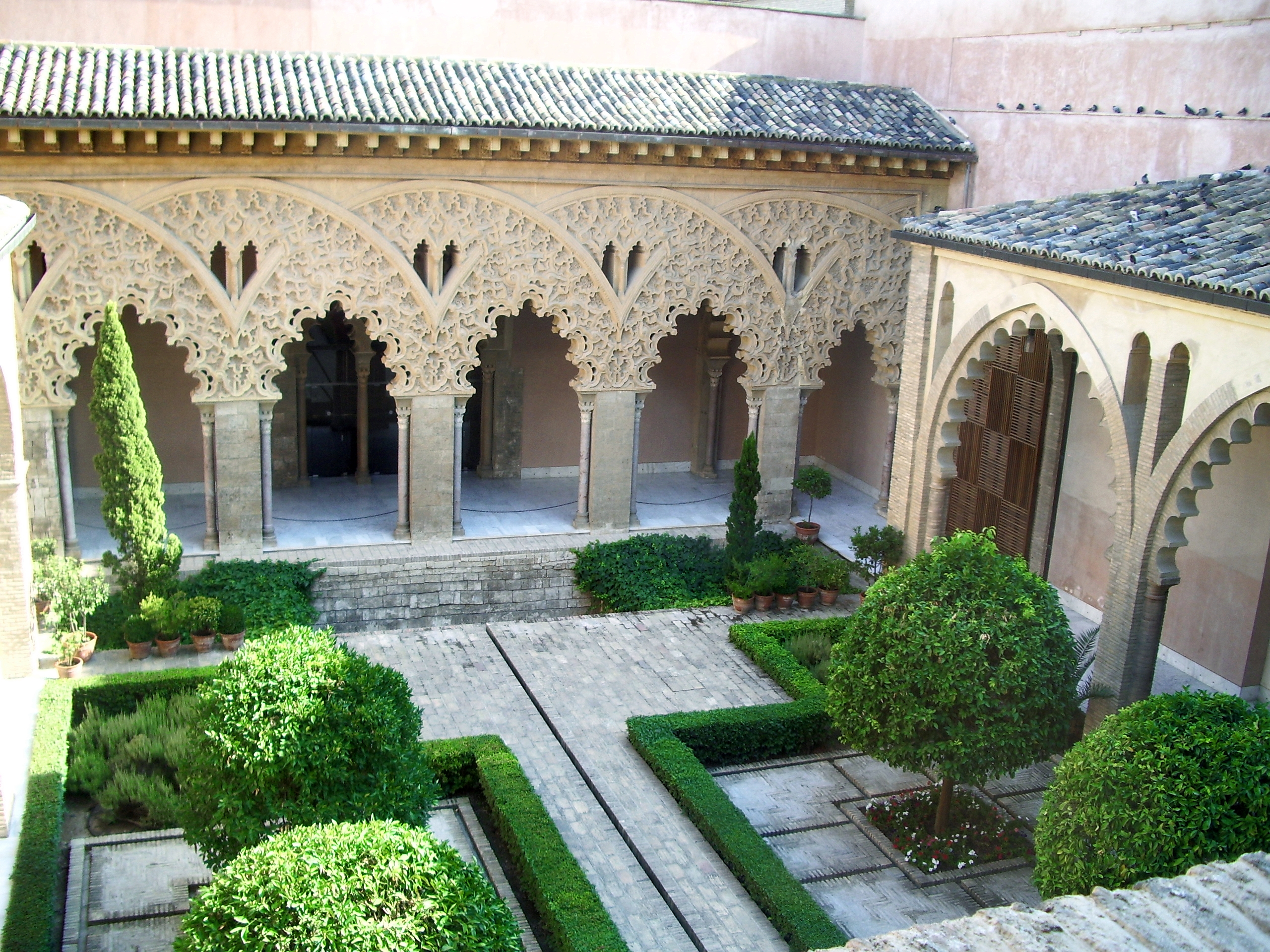
A Aljafería, palácio do reino taifa de Saragoça

Embora a desagregação final do califado de Córdova se tenha verificado em 1031, desde 1009 a situação política caracterizava-se pela instabilidade. Finda a hegemonia da família do primeiro-ministro Almançor, começa a anarquia, provocada pela ambição de vários protagonistas e dá-se a decomposição do califado. O al-Andalus acabará retalhado em inúmeras unidades políticas, os reinos de taifas (do árabe al-ta´ifa, "partido" ou "bandeira"). Os reinos de taifas eram unidades políticas que partilhavam uma afinidade de origem étnica. Muitos deles tiveram uma existência efémera.
Os berberes estabeleceram reinos no centro e sul da Península e os eslavos na costa leste. As taifas com maior extensão territorial eram as que faziam fronteira com os reinos cristãos (as de Badajoz, Toledo e Saragoça), encontrando-se as mais pequenas no sul.
Aproveitando esta desordem, os cristãos apressaram o movimento da Reconquista; as rivalidades entre a taifa de Badajoz e a de Sevilha vão permitir a Fernando I de Leão conquistar Coimbra em 1064.

### Período almorávida
Perante a conquista cristã da cidade de Toledo em 1085, Almutâmide, rei abádida da taifa de Sevilha, pede ajuda aos Almorávidas, uma dinastia berbere que governava o norte de África. Em 1086, o emir almorávida Iúçufe ibne Taxufine derrota os cristãos na Batalha de Zalaca. Para além do combate aos cristãos, os Almorávidas acabariam por subjugar os reinos de taifas entre 1090 e 1110 e integrar o Alandalus no seu império norte-africano.
As origens da dinastia dos Almorávidas encontram-se nos lantunas, uma tribo dos Berberes Sanhajas que viviam de forma nómada no Sara Ocidental (entre o sul do atual Marrocos e as margens do rio Senegal) e que se tinha convertido ao Islão (embora superficialmente) no século IX. No primeiro quarto do século XI, o pregador Abedalá ibne Iacine tentou impor aos lantunas uma forma do Islão rigorista, baseada na estrita observância da escola malequita. Perante a rejeição destes Berberes, Iacine retirou-se com alguns adeptos para um arrábita, um mosteiro militar situado numa ilha perto da costa da Mauritânia, de onde deriva o nome Almorávida (do árabe al-murabit, “guarda de fronteira”, “eremita”). Após a morte de Iacine, emerge como líder Iúçufe ibne Taxufine, verdadeiro fundador da dinastia. Com os seus guerreiros, Iúçufe lança-se à conquista das regiões correspondentes aos atuais Marrocos e a Argélia ocidental, tomando Fez em 1063 e fundando a cidade de Marraquexe por volta de 1069.
O rei de Aragão Afonso I e o rei Afonso VII de Castela lançaram ataques sobre os territórios controlados pelos Almorávidas, e em 1118 Saragoça caiu na mãos do monarca aragonês. Eventualmente o poder almorávida entrará em declínio e surgirá um período dos segundos reinos de taifas, dos quais se destacam os de Córdova e Málaga.

### Período almóada

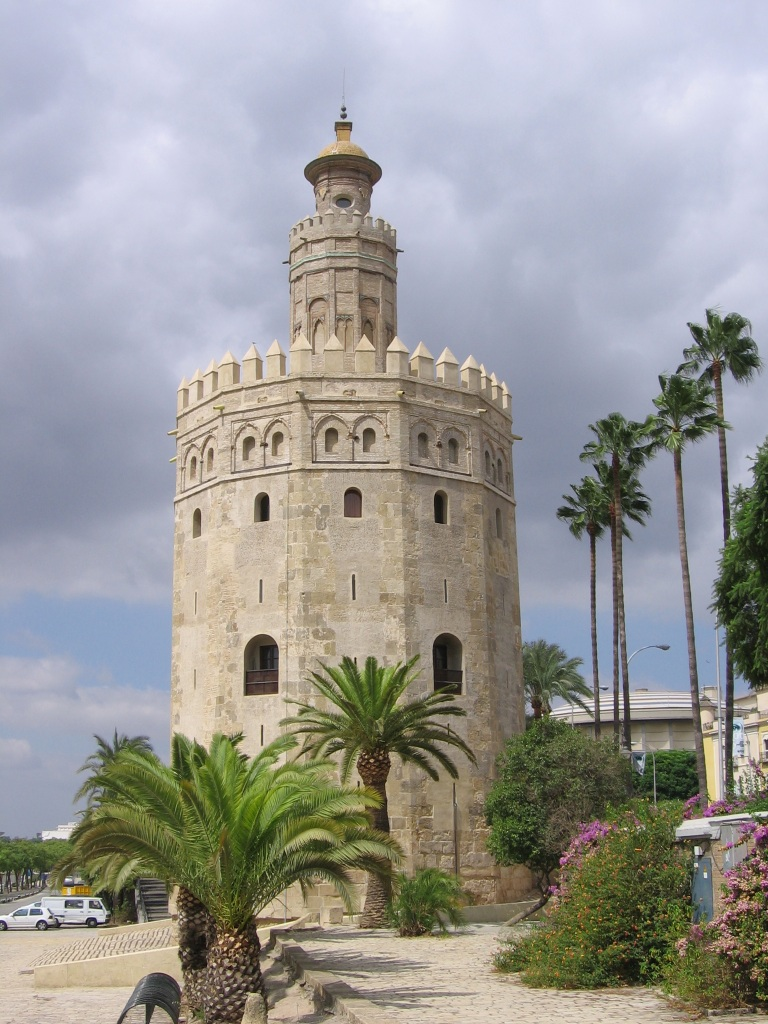
Torre do Ouro, em Sevilha, uma construção fortificada do tempo do Califado Almóada

O poder almorávida no norte de África seria substituído por uma nova dinastia berbere, a dos Almóadas. Maomé ibne Tumarte, um berbere que estudou em Córdova e no Médio Oriente antes de regressar ao norte de África, iniciou um movimento religioso que pretendia um retorno ao um Islão mais "puro" e contestou o poder do almorávidas junto das tribos berberes. Depois da sua morte, este movimento teve como líder Abde Almumine (1130–1163), um dos seguidores de Tumarte, que seria o primeiro califa almóada. Em 1145, Almumine enviou um exército à Península Ibérica e após algumas batalhas o Califado Almóada conquistou o Alandalus. A única excepção foi as ilhas Baleares, onde se refugiaram os descendentes do último governador almorávida, os Banu Gania, que conservaram a independência até 1203.
O segundo califa almóada, Abu Iacube Iúçufe I (r. 1163–1184), foi educado em Sevilha, onde residiu durante um período da sua vida. Nesta cidade, o califa ordenou um vasto conjunto de obras públicas, que incluiu a construção de uma grande mesquita, novos mercados e um palácio. Durante o seu governo, a parte ocidental do Alandalus viu-se ameaçada pelo aparecimento de um novo monarca cristão, Afonso Henriques que em 1147 conquistou Lisboa.
Os almóadas governaram a partir de Marraquexe e, à semelhança dos almorávidas, caracterizavam-se pela intolerância religiosa. Apesar disso, o poder almóada contribuiu para o desenvolvimento económico do Alandalus.
O avanço dos almóadas foi travado em 1212 na batalha de Navas de Tolosa, onde o exército português combateu ao lado de Leão, Castela, Aragão e Navarra. Em 1228 estala em Múrcia uma revolta contra os almóadas que se espalha por todo o al-Andalus. O al-Andalus entra então num terceiro e breve período de reinos de taifas. Em Múrcia, Maomé ibne Iúçufe funda uma dinastia que governa entre 1228 e 1266. Os reinos cristãos aproveitam a instabilidade para prosseguirem com a Reconquista: em 1236 conquistam Córdova, em 1248 Sevilha e em 1249 o rei português Afonso III conquista o Algarve (al-Gharb).

### Reino Nacérida

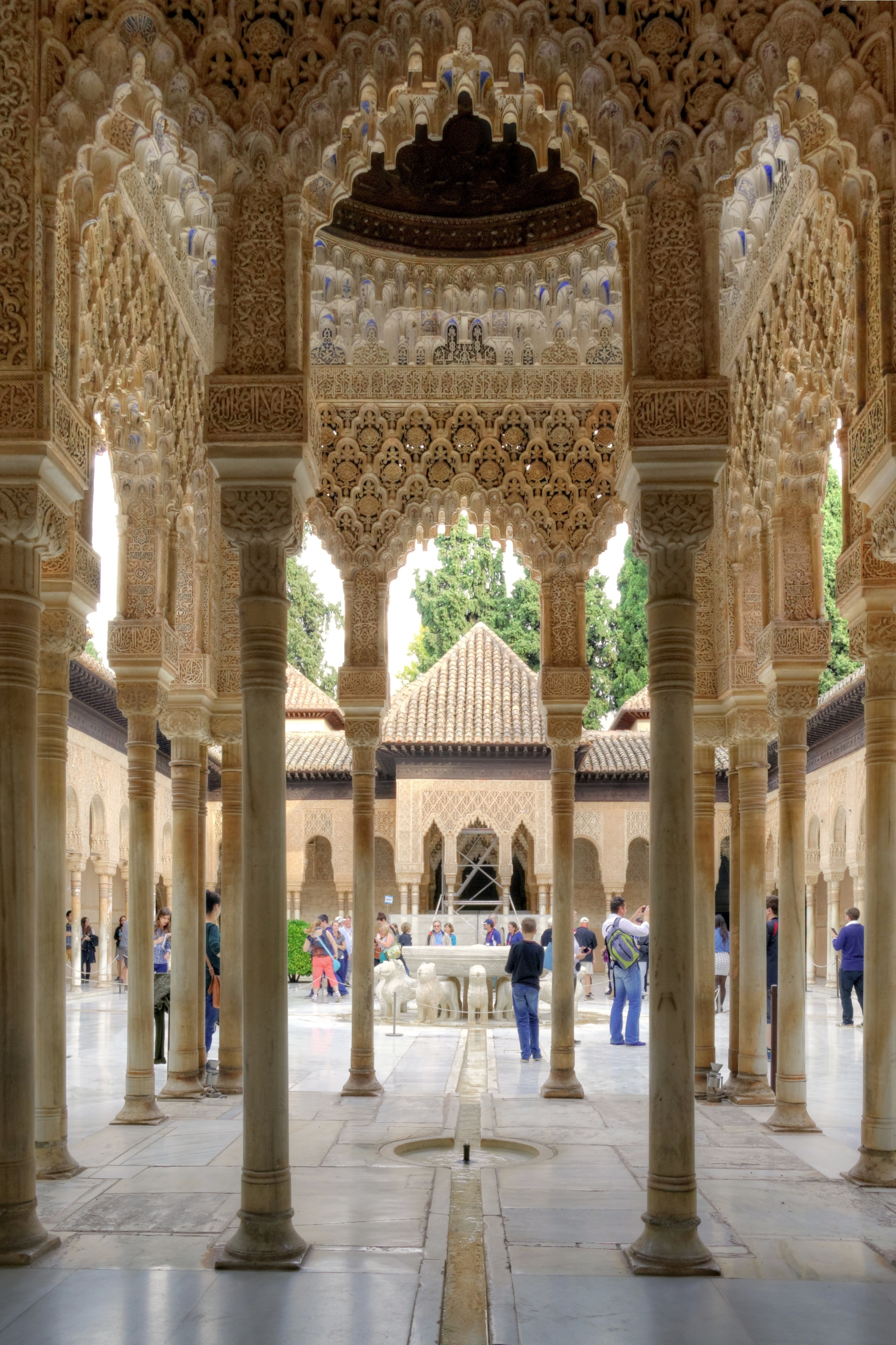
Pátio dos Leões, no palácio da Alhambra

Perante o avanço cristão sobre o sul da Península Ibérica no século XIII, o rei Maomé I de Xaém, optou por declarar-se vassalo do rei de Castela e ajudou-o na luta contra outros muçulmanos. Fixando-se em Granada, inicia a dinastia dos nacéridas, que seria o último reduto do poder islâmico na Península durante os dois séculos e meio seguintes. Os sultões nacéridas oscilaram entre a subserviência aos castelhanos e aos Merínidas do norte de África.
Granada tornou-se um importante centro urbano, recebendo muçulmanos refugiados de outros pontos da Península. Um dos grandes legados arquitectónicos desta dinastia foi a construção do palácio da Alhambra.
Em janeiro de 1492 o último rei nacérida, Abu Abedalá (Boabdil), capitulou perante os Reis Católicos, Fernando e Isabel. No ano seguinte o reino de Granada seria integrado na Espanha. As famílias muçulmanas de posição social mais elevada deixaram a Península, fixando residência no norte de África. Os muçulmanos que permaneceram foram obrigados em 1502 a converter-se ao cristianismo ou então teriam de abandonar o país. Por sua vez, os muçulmanos que se tinham convertido à fé cristã (os mouriscos) foram acusados de seguir o islão secretamente, tendo sido expulsos da Espanha entre 1609 e 1614.

## Sociedade e demografia. Aspectos da vida quotidiana
A população do al-Andalus era muito heterogénea e constituída por árabes e berberes (uns e outros muçulmanos), moçárabes (são os hispano-godos que, sob o domínio muçulmano conservaram a religião cristã de rito-moçárabe, mas adoptaram as formas de vida exterior dos muçulmanos), e judeus. Para além destes, existia outro grupo, os muladis, que eram os cristãos que se tinham convertido ao islamismo.
Os moçárabes e os judeus tinham liberdade de culto, mas em troca dessa liberdade eram obrigados ao pagamento de dois tributos: o imposto pessoal de capitação (gizia), e o imposto predial sobre o rendimento das terras (carage). Estes dois grupos tinham autoridades próprias, gozavam de liberdade de circulação e podiam ser julgados de acordo com o seu direito.
Moçárabes e judeus estavam sujeitos às seguintes restrições:
- não podiam exercer cargos políticos;
- os homens não podiam casar com uma muçulmana;
- não podiam ter serviçais muçulmanos ou enterrar os seus mortos com ostentação;
- deviam habitar em bairros separados dos muçulmanos;
- estavam obrigados a dar hospitalidade ao muçulmano que necessitasse, sem receber remuneração.

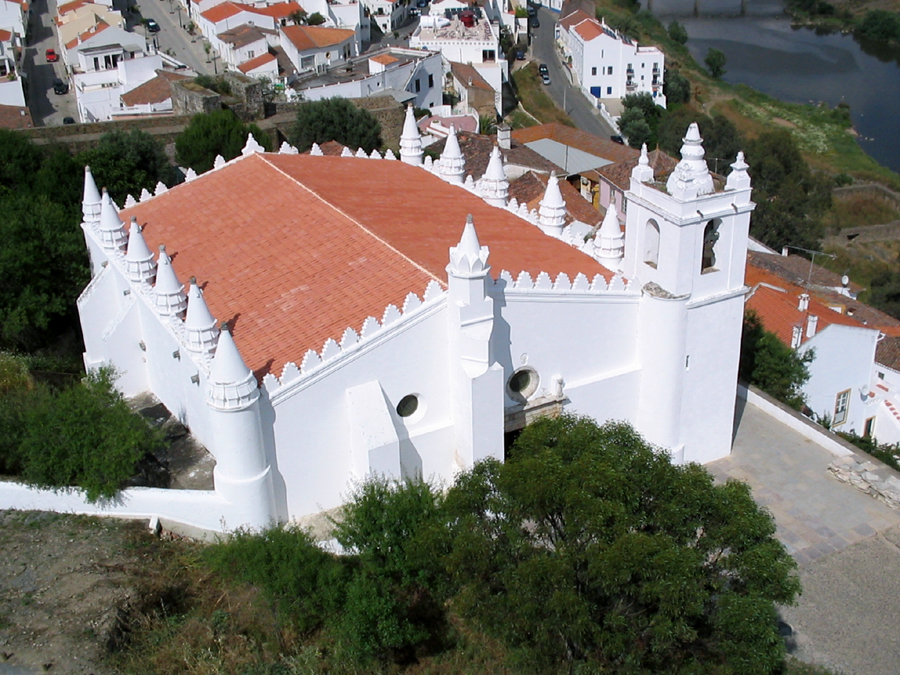
Antiga mesquita de Mértola, no sul de Portugal, hoje Igreja de Nossa Senhora da Anunciação

As cidades de Toledo, Mérida, Valência e Lisboa eram importantes centros moçárabes da Península. Em Toledo os moçárabes chegaram a encabeçar uma revolta contra o domínio árabe.
Poucos anos depois da invasão muçulmana, os cristãos (hispano-godos e lusitano-suevos) acantonados nas serranias do Norte e do Noroeste da Península, iniciaram a reconquista do território, formando novos reinos que se foram estendendo sucessivamente para o sul.
Os judeus dedicavam-se ao comércio e à recolha dos impostos; foram também médicos, embaixadores e tesoureiros. Hasdai ibne Xaprute (915–970), um judeu, foi um dos homens de confiança do califa Abderramão III de Córdova.
É muito difícil calcular um valor para a população do al-Andalus durante o período de maior extensão do domínio islâmico (século X), mas tem sido sugerido um valor próximo dos 10 milhões de habitantes.
Os árabes estabeleceram-se nas terras mais férteis, ou seja, no sul, no levante e no vale do rio Ebro. Quanto aos berberes, estes ocupariam as áreas de relevo mais montanhoso, como as serras da Meseta central e serra de Ronda, sendo também numerosos no Algarve (um berbere, Saíde ibne Harune, daria de resto o seu nome a Faro). Depois da revolta berbere de 740, muitos regressaram ao norte de África.
Em 741 chegaram ao al-Andalus muitos sírios com o objectivo de ajudar na repressão da revolta berbere, que acabariam por se fixar no este e sul peninsular. Há igualmente fontes que apontam para a presença de famílias iemenitas em cidades como Silves.
Importa ainda salientar a presença de dois grupos étnicos minoritários, os negros e os eslavos.
Os negros chegaram ao al-Andalus como escravos ou como mercenários. Desempenharam funções como membros da guarda pessoal dos soberanos, enquanto que outros trabalhavam como mensageiros. As mulheres negras foram concubinas ou criadas.
Os eslavos eram de início escravos, mas muitos conseguiram progressivamente comprar a liberdade; alguns alcançaram importantes cargos na administração. Durante o período dos primeiros reinos de taifas (século XI) alguns eslavos formariam os seus próprios reinos.

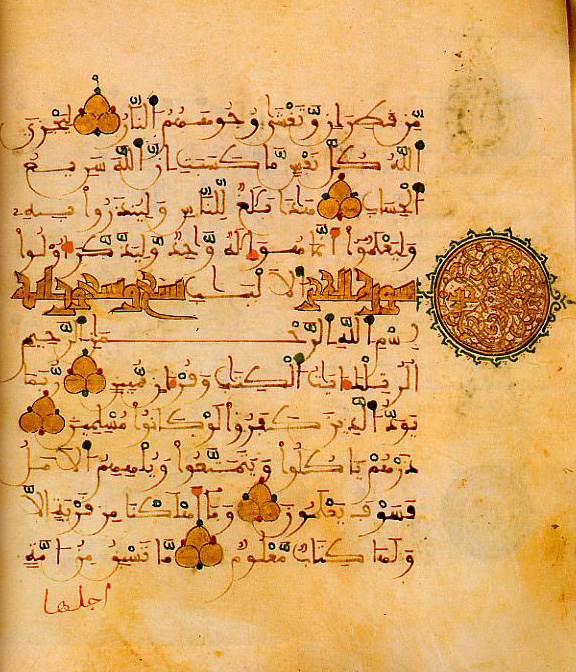
Alcorão do al-Andalus (século XII)

As casas das classes mais abastadas caracterizavam-se pelo seu conforto e beleza, graças à presença de divãs, tapetes, almofadas e tapeçarias que cobriam as paredes. Nestas casas as noites eram animadas com a presença de poetas, músicos e dançarinos.
Nas zonas rurais e urbanas existiam banhos públicos (hamame), que funcionavam não só como espaços de higiene, mas também de convívio. Os banhos islâmicos apresentavam uma estrutura herdada dos banhos romanos, com várias salas com piscinas de água fria, morna e quente. Neles trabalhavam massagistas, barbeiros, responsáveis pela guarda das roupas, maquilhadores, etc. A parte da manhã estava reservada aos homens e a da tarde às mulheres. Com a Reconquista cristã muitos destes banhos foram encerrados por ser entender que eram locais propícios a conspirações políticas, bem como à prática de relações sexuais.
O pão era a base da alimentação do al-Andalus, consumindo-se também carne, peixe, legumes e frutas. Os alimentos eram cozinhados com o recurso a ervas aromáticas, como óregãos, alecrim e hortelã-pimenta (esta última também usada no chá) e especiarias (gengibre, pimenta, cominhos...). A gordura usada era o azeite (az-zait). Os doces eram também apreciados, como as queijadas (qayyata), o arroz doce polvilhado com canela e diversos pastéis feitos com frutos secos e mel, que são ainda hoje característicos da gastronomia de certas regiões da Península.

### Religiões e convivência
Quando os muçulmanos chegaram à Península Ibérica, a população local era predominantemente cristã, embora o paganismo e o arianismo ainda persistissem em algumas regiões. O historiador americano Richard Bulliet, em um trabalho baseado no uso quantitativo dos dados onomásticos, fornecido por dicionários biográficos acadêmicos, concluiu que foi apenas no século X, quando o emirado andaluz estava firmemente estabelecido e se tornou o maior poder do Mediterrâneo ocidental, sob o Califa Abderramão III, que os muçulmanos se tornaram uma maioria na Ibéria. Antes de meados deste século, ele afirma, a população do al-Andalus ainda era metade cristã.
A maioria dos muçulmanos da Península Ibérica, chamados de mouros, não eram imigrantes do Norte da África ou árabes, mas descendentes de ibéricos convertidos ao islamismo, os chamados muladis. A conversão ao islamismo apresentava vantagens: muitos cristãos se converteram ao islã para evitar ter de pagar a jizia, um imposto que era cobrado dos não muçulmanos. A conversão ao islão também abria novos horizontes aos cristãos nativos, aumentava sua posição social, assegurava melhores condições de vida e ampliava as chances de ter trabalhos tecnicamente mais qualificados e avançados.
Sob domínio islâmico, cristãos e judeus eram considerados cidadãos de segunda classe e tinham status inferior aos dos muçulmanos, o que leva alguns historiadores a refutarem a tese de uma "era de ouro" de convivência pacífica entre religiões em al-Andalus. Porém, os islâmicos não odiavam ou perseguiam explicitamente cristãos e judeus, apenas os desprezavam, e, em muitos aspectos, os não muçulmanos eram mais bem tratados na Ibéria Islâmica do que se podia esperar de outros povos conquistados, naquele tempo. Exemplo disso é que cristãos e judeus não eram forçados a viver em guetos, não foram proibidos de seguir sua fé, não eram forçados a se converter ao islamismo e nem eram impedidos de ocupar postos de trabalho, desde que reconhecessem a autoridade e superioridade islâmicas. Muitos cristãos na Ibéria absorveram parte da cultura islâmica, os chamados moçárabes: falavam árabe, adotaram sua vestimenta e regras e tinham nomes árabes.
De acordo com a lei islâmica, cristãos e judeus tinham o direito de praticar suas religiões e não deveriam ser forçados a se converter ao islã (embora pressão social fosse usada para as conversões). Cristãos e judeus eram representados por suas próprias autoridades perante as autoridades muçulmanas. Além do aspecto legal, as autoridades muçulmanas tinham interesse político em manter vivas as comunidades cristãs. Uma razão era de âmbito fiscal (obter recursos provenientes da jizia), mas, mais importante, as comunidades cristãs eram mantidas como símbolo da superioridade política e religiosa islâmica e eram utilizadas como meio diplomático de diálogo com as nações cristãs.
A posição dos não-muçulmanos deteriorou-se substancialmente a partir de meados do século XI, à medida que os governantes se tornaram mais rígidos e o Islão passou a estar sob maior pressão do exterior. Aos cristãos não eram permitidas casas mais altas do que aos muçulmanos, não podiam empregar criados muçulmanos, e tinham de ceder o lugar aos muçulmanos na rua. Não podiam mostrar qualquer sinal da sua fé no exterior, nem sequer carregar consigo uma uma Bíblia. Havia perseguições e execuções.
Ocorreram pelo menos dois pogroms, em Cordoba em 1011, e em Granada, em 1066; contudo, de um modo geral, o destino dos grupos religiosos minoritários - principalmente os judeus - iria piorar depois de o Islão ter sido substituído pelo Cristianismo.

### Mulheres
Como em tantas outras sociedades patriarcais, muçulmanas ou não, a vida das mulheres no al-Andalus era definida por fatores sociais e econômicos, mas principalmente por seu gênero. Havia normas que regulavam o contato entre homens e mulheres. Quando o assunto é espaço urbano, sabe-se que elas deveriam permanecer nos ambientes familiares e privados e só poderiam sair caso cumprissem alguns requisitos. Mas isso não quer dizer que as cidades do al-Andalus fossem vazias de mulheres, com todas elas recolhidas em suas casas. Locais como cemitérios, mercados e banhos eram frequentados por parte delas, além das mesquitas e outros lugares de devoção.
Aquelas pertencentes às famílias mais ricas eram as que menos tinham contato com o “mundo exterior”, pois a crença era de que deveriam proteger sua honra dos perigos exteriores – e a honra de uma mulher era a de toda a sua família. Fora do espaço doméstico os nomes próprios das mulheres eram ignorados; eram designadas exclusivamente como “mães de” ou “filhas de” determinado homem. Por consequência, elas deveriam se relacionar abertamente apenas com os homens da família, e para isso foram estabelecidas várias normas dentro da legislação islâmica. O caso das criadas e escravas era um pouco diferente, dada a sua condição servil. A proteção de sua honra não requeria as mesmas precauções que as mulheres ricas precisavam tomar; desta maneira, estavam um pouco mais livres para ir e vir dentro do espaço urbano. Portanto, o acesso das mulheres aos mais variados lugares também dependia de sua situação social.
Nascer em famílias ricas também poderia significar, em situações muito especiais, a participação em ambientes “masculinos”, intervindo tanto em assuntos familiares quanto políticos. Nas Memórias do rei Abd Alläh de Granada, por exemplo, há o caso da prima-irmã de Mäksan, filho do rei Bädïs, que é descrita como “mulher muito influente na família e que gozava das simpatias da maior parte das esposas dos militares do exército regular”.
O espaço doméstico das mulheres também se ampliava com a presença de elementos externos, a partir de pessoas que por vários motivos passavam por suas casas. Alguns exemplos são as visitas de outras mulheres, como vendedoras ambulantes e curandeiras, ou aquelas com quem eram mantidos vínculos de parentesco ou de amizade. Acabava se estabelecendo uma verdadeira rede de relações femininas. A irmã do juiz de Córdoba, Mundir b. Saïd al-Ballütï, recebia em sua casa mulheres religiosas e anciãs, com quais se ocupava lendo e orando. No al-Andalus o casamento era, antes de tudo, um acontecimento jurídico. Eram muitas as disputas relacionadas ao pagamento dos dotes entre as famílias de ambos os esposos. Nas cláusulas dos formulários matrimoniais podiam aparecer, por exemplo, a obrigação do marido de não ter uma concubina sem que sua esposa soubesse e aprovasse; a obrigação de não forçar a mulher, sem o consentimento dela, a se mudar de cidade; ou a obrigação de não impedir que ela visitasse as mulheres da própria família. Uma das características do matrimônio muçulmano era o direito das mulheres anularem a união, ainda que não com a mesma facilidade de seus companheiros.

## Economia
A chegada da civilização islâmica à Península Ibérica provocaria importantes transformações económicas. De uma economia essencialmente rural passou-se para uma economia marcadamente urbana.
Um dos locais mais importantes da cidade muçulmana é o soco ou mercado. Os mercados conheceriam um renascimento na Península durante o período islâmico. Neles realizava-se o comércio de produtos diversos, principalmente dos produtos de metal e de outros produtos do artesanato. As oficinas e tendas do al-Andalus, onde se produziam esses trabalhos, eram propriedade do Estado. Os principais produtos do comércio eram as sedas, o algodão, os tecidos de lã. Alguns artigos de luxo produzidos no al-Andalus seriam exportados para a Europa cristã, para o Magrebe e mesmo para o Oriente.
A nível da agricultura, nas zonas secas do al-Andalus surgiria o cultivo do trigo e da cevada. Semeiam-se também ervilhas, favas e grãos, que eram a base da alimentação da população. Em períodos durante os quais a produção de cereais era baixa recorria-se à importação de cereais do norte de África. Foi durante este período que o cultivo do arroz foi introduzido na Península Ibérica, bem como da beringela, da alcachofra e da cana-de-açúcar.
Os pomares ocupavam uma importante área agrícola; Sintra seria mesmo cantada pelos poetas pela sua fruta, sendo famosa pelas suas peras e maçãs. O actual Algarve destacava-se pela produção de figos e uvas. Saliente-se ainda o interesse pela produção do mel. Embora o seu consumo seja interdito pelo islão, o vinho terá sido produzido e consumido no al-Andalus em grandes quantidades, pelo menos até ao período dos Almóadas, que reprimiram o seu consumo.
A criação de gado era também uma prática comum, em particular de gado bovino e caprino. Os animais de capoeira como os coelhos e as galinhas eram muito apreciados na alimentação.
Os muçulmanos cruzaram os sistemas hidráulicos dos Romanos com os dos Visigodos e com as técnicas que traziam do Oriente. Ao longo dos rios constroem moinhos de água, as azenhas (saniya). Para retirarem a água dos poços introduzem a nora (na ´ura) e a cegonha (ou picota).
A abundante madeira das florestas era usada para o fabrico de peças de mobiliário e para a construção naval. Em Alcácer do Sal esta actividade era intensa devido à existência de bosques nas proximidades.
A pesca e a extracção do sal eram propiciadas pela existência de uma considerável linha costeira. As espécies mais capturadas eram a sardinha e o atum, utilizando-se para a captura deste último um tipo de rede própria, denominada almadrava.
Durante este período continua a exploração das jazidas de minérios da Península, que já vinha desde o tempo dos Romanos. O ouro era extraído dos arenitos de alguns rios, como o Tejo. A prata poderia ser encontrada em jazidas em Múrcia, Beja, e Córdova.

## O legado artístico e arquitectónico

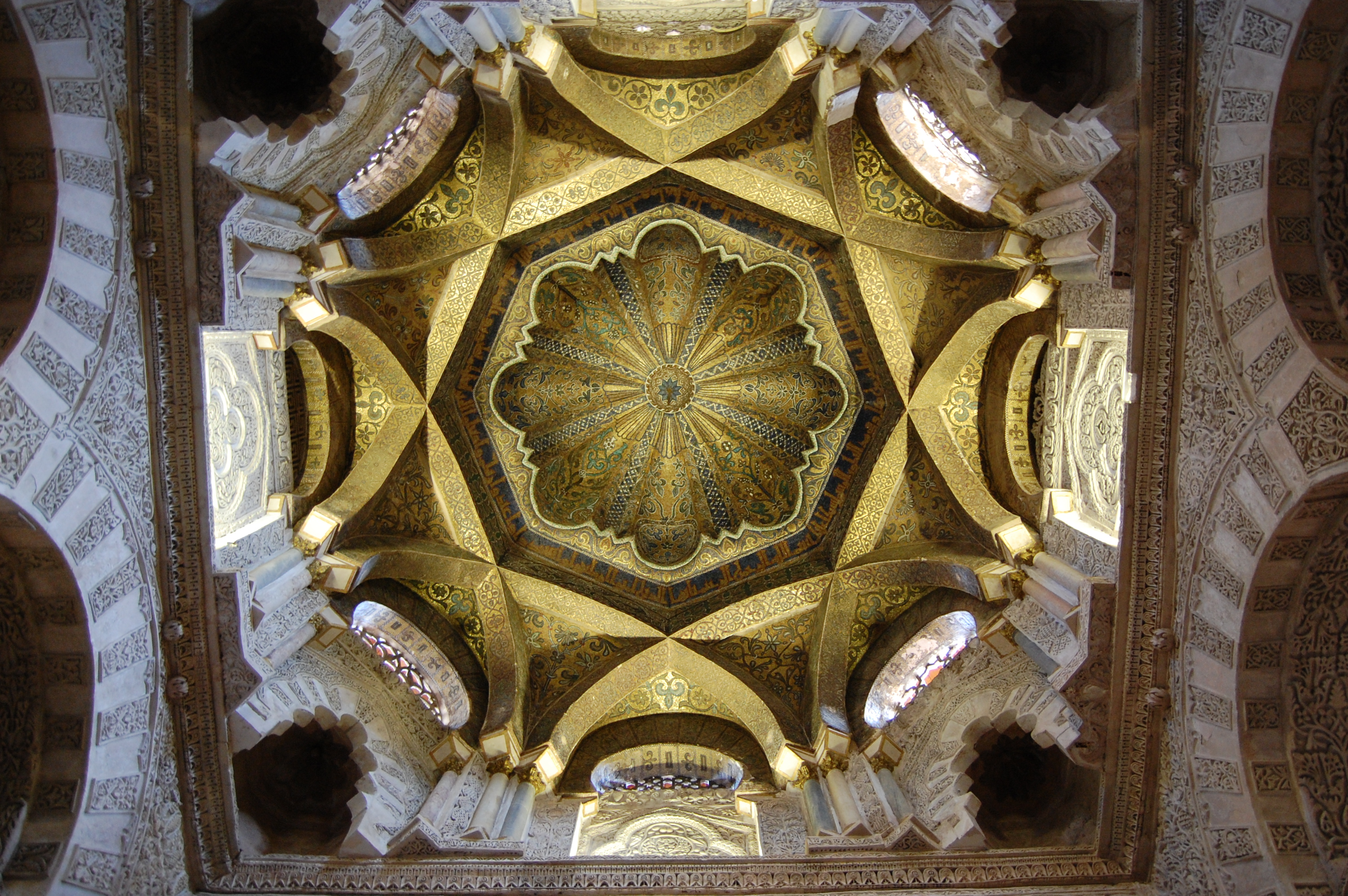
Mesquita de Córdova

De notar que o legado artístico e arquitectónico islâmico em Portugal limita-se a ruínas ou fortificações desse período, muitas delas posteriormente alteradas, e certos traços artísticos encontrados nos azulejos ou a arquitectura tradicional do Algarve.
A civilização de al-Andalus deixou na Espanha, especialmente no sudeste; um vasto e único legado cultural, artístico e arquitectónico.
As primeiras manifestações artísticas e arquitectónicas islâmicas no al-Andalus continuam as tradições do período hispano-godo e fundem-nas com as tradições bizantinas e persas trazidas do Oriente. A presença visigoda pode ser vista, por exemplo, no uso do arco em ferradura, que contudo apresenta-se mais fechado.
Os materiais de construção mais comuns foram a pedra e o tijolo e os elementos decorativos adoptados foram os geométricos, vegetais e epigráficos.
Um dos monumentos mais representativos da civilização islâmica peninsular é a Grande Mesquita de Córdova. Este edifício começou a ser construído em 786, durante o reinado de Abderramão I, no local onde se encontrava a basílica visigoda de São Vicente, tendo sido alvo de sucessivas ampliações e modificações até aos finais do século X.
Na sua versão primitiva a mesquita apresentava uma planta quadrangular, com pátio aberto onde se realizavam as abluções e a sala coberta para as orações. A sala tinha onze naves com arcadas perpendiculares ao muro da quibla (lugar para onde os muçulmanos se viram quando fazem as orações). Abderramão II levou a cabo a primeira ampliação da mesquita: derrubou o muro da quibla, tendo prolongando a mesquita para o lado sul. O califa Abderramão III mandou ampliar o pátio para norte e colocou um minarete, que está hoje oculto pela torre da catedral. Almançor procedeu à última ampliação, tendo acrescentado oito naves às onze já existentes.
Os artesãos de Córdova destacaram-se pelos seus trabalhos em marfim, tendo chegado aos nossos dias uma série de cofres rectangulares e cilíndricos feitos nesse material.

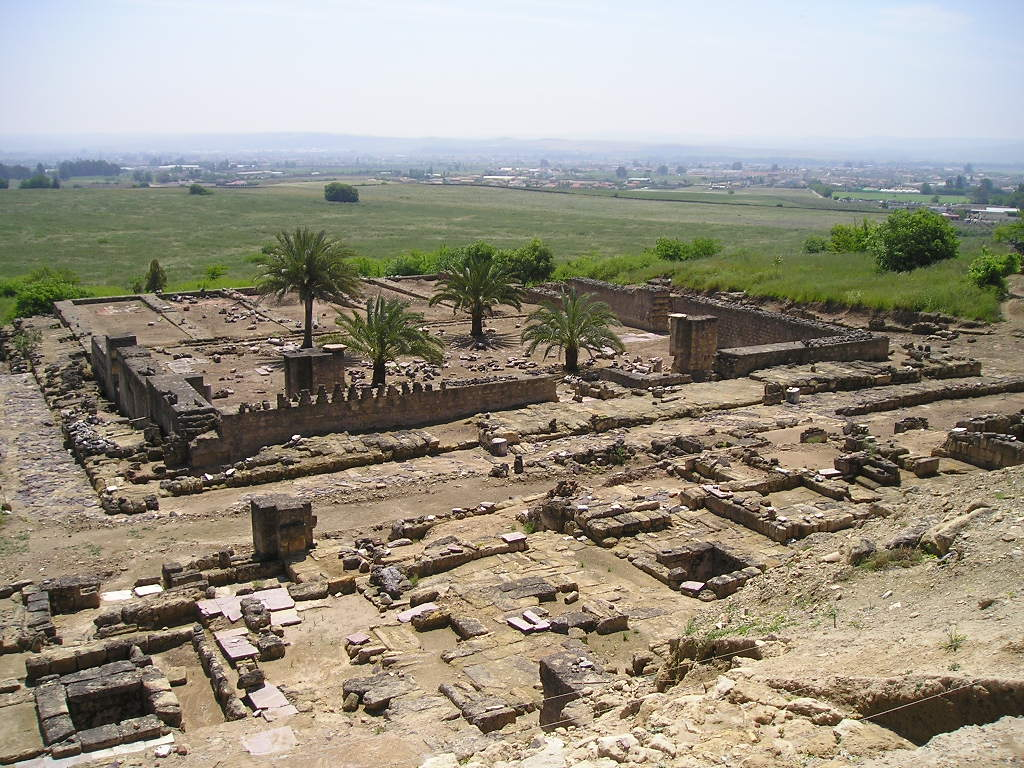
Ruínas da mesquita aljama (principal) de Madinat al-Zahra

Em 936 o califa Abderramão III decide fundar uma nova cidade, Madinat al-Zahra (Medina Azara), que deveria funcionar como nova capital e sede do governo. Situada a cerca de oito quilómetros de Córdova, as obras da sua construção duraram cerca de quarenta anos, mas a cidade teve uma vida efémera, já que foi pilhada e destruída durante a anarquia que se seguiu à queda do califado no século XI. Baseada num modelo oriental (foi inspirada no complexo palatino de Samarra erguido pelos Abássidas perto de Bagdade), a cidade apresentava uma planta quadrangular. Estava construída sobre a ladeira de uma serra, o que permitiu a sua estruturação em três terraços: no nível mais alto, estava o palácio califal (Dar al-Mulk) e a residência dos principais membros da corte e da guarda; no nível intermédio encontrava-se o salão das recepções (conhecido como "Salão Rico") e no nível inferior os banhos, a mesquita, o mercado e jardins.
Outro importante legado arquitectónico do período califal é a mesquita Babal Mardum em Toledo, hoje Ermida do Cristo de la Luz. Construída em 999 apresenta planta quadrangular, seguindo o modelo da mesquita de Córdova, embora numa dimensão consideravelmente menor; este edifício viria a influenciar a arquitectura das igrejas cristãs de Toledo.

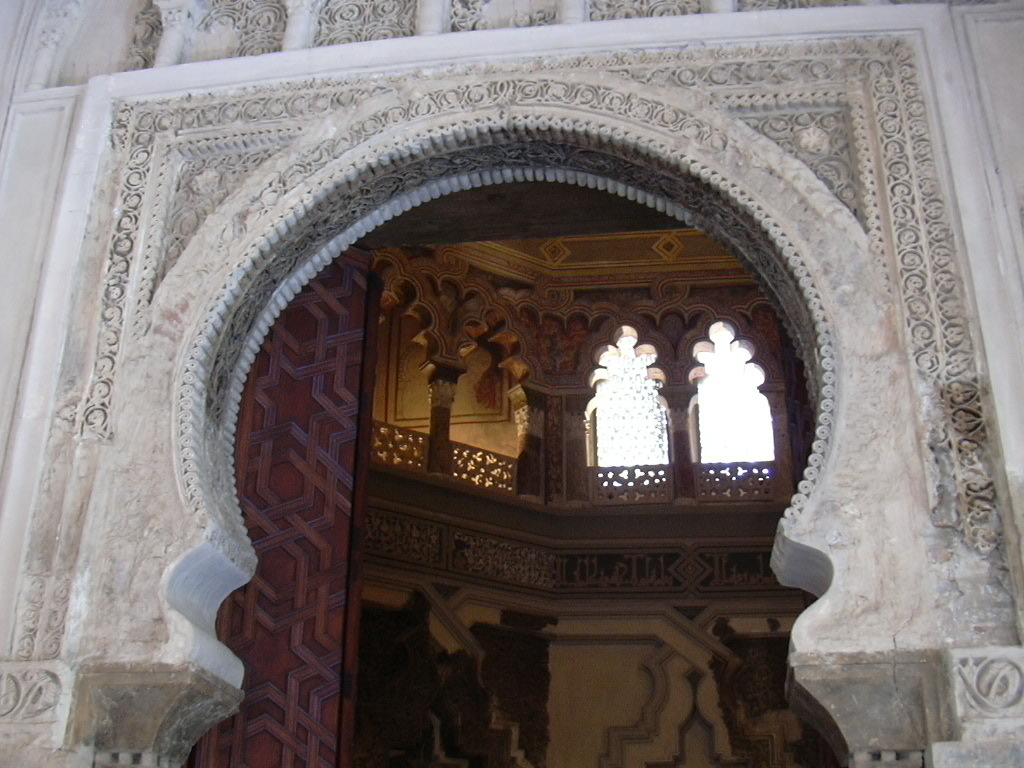
Entrada para o "Oratório" da Aljafería

Do período dos reinos de taifas destaca-se a Aljafería de Saragoça, mandada construir pelo rei Amade Almoctadir (r. 1047–1081); este edifício seria mais tarde transformado num palácio cristão, que serviu de residência aos reis de Aragão, sendo actualmente sede do parlamento da região autónoma espanhola de Aragão.
O seu aspecto exterior assemelha-se ao de um castelo ou fortaleza. O edifício possui uma planta quadrangular, com várias torres cilíndricas e uma quadrangular. No seu interior acham-se várias salas, sendo uma das mais ricas a chamada sala do Oratório, com decoração de gesso. Esta "sala" é na realidade uma mesquita privada, onde o rei e a sua corte faziam as orações.

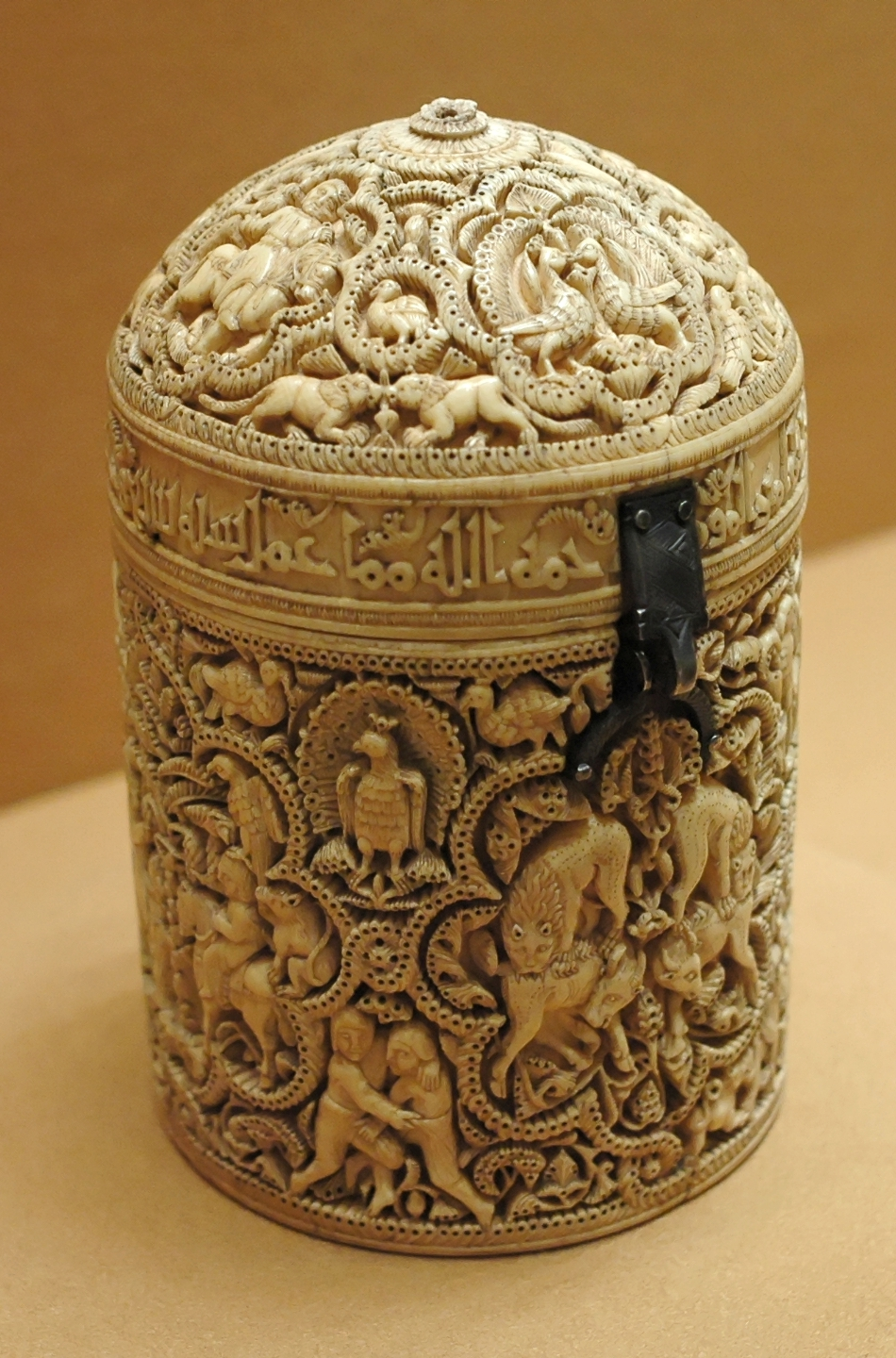
Cofre de al-Mughira (968), filho de Abderramão III

A arte e arquitectura do período almorávida e almóada apresenta um aspecto mais austero, talvez fruto das concepções religiosas severas destas dinastias berberes. Os Almorávidas construíram poucos edifícios religiosos, tendo sobretudo se dedicado a fortificar as cidades (muralhas de Sevilha, Granada, castelo de Niebla).
A actual Giralda de Sevilha, retirando-lhe os acrescentos posteriores, é o minarete de uma mesquita almóada do século XI que existiu na cidade e que foi destruída para se construir a catedral gótica que existe atualmente no local. Essa mesquita foi mandada construir pelo califa Abu Yaqub em 1172 e foi acabada pelo seu sucessor, Abu Iúçufe. Os arquitectos responsáveis pela obra foram Amade ibne Basso e Ali al-Gumari.
No claustro da actual catedral encontra-se o Patio de los Naranjos (das Laranjeiras), que era o pátio onde se realizam as abluções antes da oração.
Ainda em Sevilha encontra-se outro legado deste período, a Torre do Ouro (inícios do século XIII), uma construção militar junto ao rio Guadalquivir. O seu nome advém do facto de ter sido coberta com azulejos que reflectiam a luz do sol, dando a impressão de estar coberta com ouro. Dela saía uma corrente, que ligada a outra torre que existia na outra margem do rio, impedia a entrada de barcos inimigos no porto da cidade.

## Ciência
À semelhança do que sucedeu no domínio artístico, os árabes e berberes que se fixaram na Península Ibérica no século VIII começaram por recorrer aos saberes legados pela civilização visigoda. Progressivamente, fruto dos contactos com o Oriente (no contexto, por exemplo, da peregrinação anual a Meca) e do desejo de alguns soberanos do al-Andalus em fazerem das suas cortes centros de saber que rivalizassem com as cidades do Médio Oriente, desenvolveu-se no al-Andalus uma ciência que apresentou aspectos de originalidade.
Abderramão II foi um dos primeiros governantes que se esforçou por converter a sua corte em Córdova num centro de cultura e sabedoria, tendo recrutado com esse objectivo vários sábios do mundo islâmico. Um deles foi Abas ibne Firnas, que embora tivesse sido contratado para ensinar música em Córdova, brevemente se interessou por outros campos do saber, como o voo; ele seria o autor de um aparelho voador feito em madeira, com penas e asas de grandes aves (uma espécie de asa delta). Decidido em testar a sua obra, atirou-se de um ponto alto da cidade de Córdova, e segundo os relatos, conseguiu voar durante algum tempo, mas acabou por despenhar-se, sofrendo alguns ferimentos. Em sua casa, ibne Firnas construiu um planetário, no qual não só se reproduzia o movimento dos planetas, mas também fenómenos como a chuva e a trovoada.
No campo da astronomia, devem salientar-se os trabalhos de al-Zarqali que viveu em Toledo e em Córdova no século XI e que é conhecido no Ocidente pelo seu nome em latim, Azarquel. Notabilizou-se pela construção de instrumentos de observação astronómica, tendo inventado a azafea, um tipo de astrolábio que foi usado pelos navegadores até ao século XVI. Defendeu também que a órbita dos planetas não era circular, mas elíptica, antecipando Johannes Kepler neste domínio.
Al-Zahrawi (936–1013), mais conhecido pelo nome Albucasis), médico da corte do califa Aláqueme II, foi um importante cirurgião do al-Andalus. É conhecido como autor da enciclopédia Tasrif, na qual apresentou os seus procedimentos cirúrgicos (amputações, tratamentos dentários, cirurgias aos olhos...). Esta obra seria traduzida para o latim e usada na Europa no ensino da medicina durante a Idade Média.

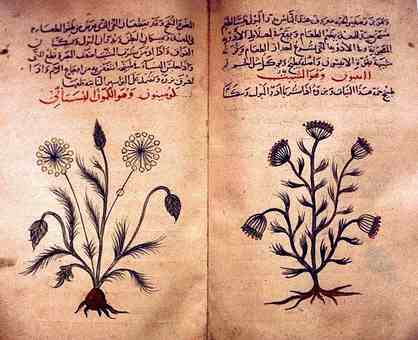
Tratado árabe sobre plantas medicinais

Na botânica e farmacologia, ibne Albaitar (nascido em Málaga em finais do século XIII) estudou as plantas da Península Ibérica, Norte de África e Médio Oriente graças às viagens que efectou nestas regiões. Foi autor da obra Kitab al-Jami fi al-Adwiya al- Mufrada, na qual listou 1400 plantas com os seus respectivos usos medicinais; embora se tivesse baseado nos antigos tratados gregos de botânica, ibne Albaitar apresentou o uso medicinal de cerca de 200 plantas até então desconhecidas.
Ibne Alauame, residente de Sevilha do século XII, escreveu um tratado agrícola intitulado Kitab al-fila-hah, um dos trabalhos medievais mais importantes nesta área. Nele listava 585 espécies de plantas e 50 de árvores de fruto, indicando como deveriam ser cultivadas.
No período que se estende entre o século X e o XII surgiram os grandes geógrafos peninsulares, dos quais se destacam Albacri, ibne Jubair e Dreses. Albacri trabalhou essencialmente com fontes escritas e orais, nunca tendo deixado o Alandalus. Foi autor do "Livro dos Caminhos e dos Reinos" no qual listava todos os países conhecidos na época. O livro estava organizado por entradas, cada uma relatando a geografia, história, clima e povo do país em questão. Ibne Jubair, secretário do governador de Sevilha, realizou em 1183 a peregrinação a Meca, tendo aproveitado a ocasião para descrever o Mediterrâneo Oriental, fazendo referência aos acontecimentos políticos que aquela região do mundo vivia, nomeadamente as Cruzadas. Dreses, nascido em Sabtá (Ceuta), recebeu a sua educação na Córdova dos Almorávidas, mas teve que abandonar a cidade por motivos de perseguição política e religiosa, tendo se instalado na Sicília dos Normandos. Nesta ilha ele escreveu o Livro de Rogério, (cujo nome deriva do nome do patrono de Dreses, o rei Rogério II da Sicília), onde descrevia o mundo conhecido de então. As informações da obra seriam plasmadas num planisfério de prata.